# Liste der jüdischen Friedhöfe im Kreis Düren
Im Kreis Düren, Nordrhein-Westfalen, gibt oder gab es 24 ehemalige jüdische Friedhöfe. Auf keinem Friedhof finden mehr Bestattungen statt.

## Aldenhoven
- Aldenhoven
- Langweiler

## Düren

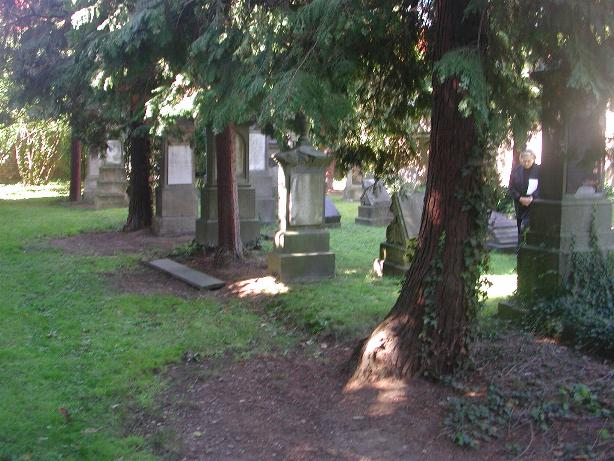
Friedhof Binsfelder Str. in Düren

- Düren alt
- Düren neu
- Gürzenich

## Hürtgenwald
- Gey

## Inden
- Frenz
- Pier

## Jülich
- Jülich

## Kreuzau

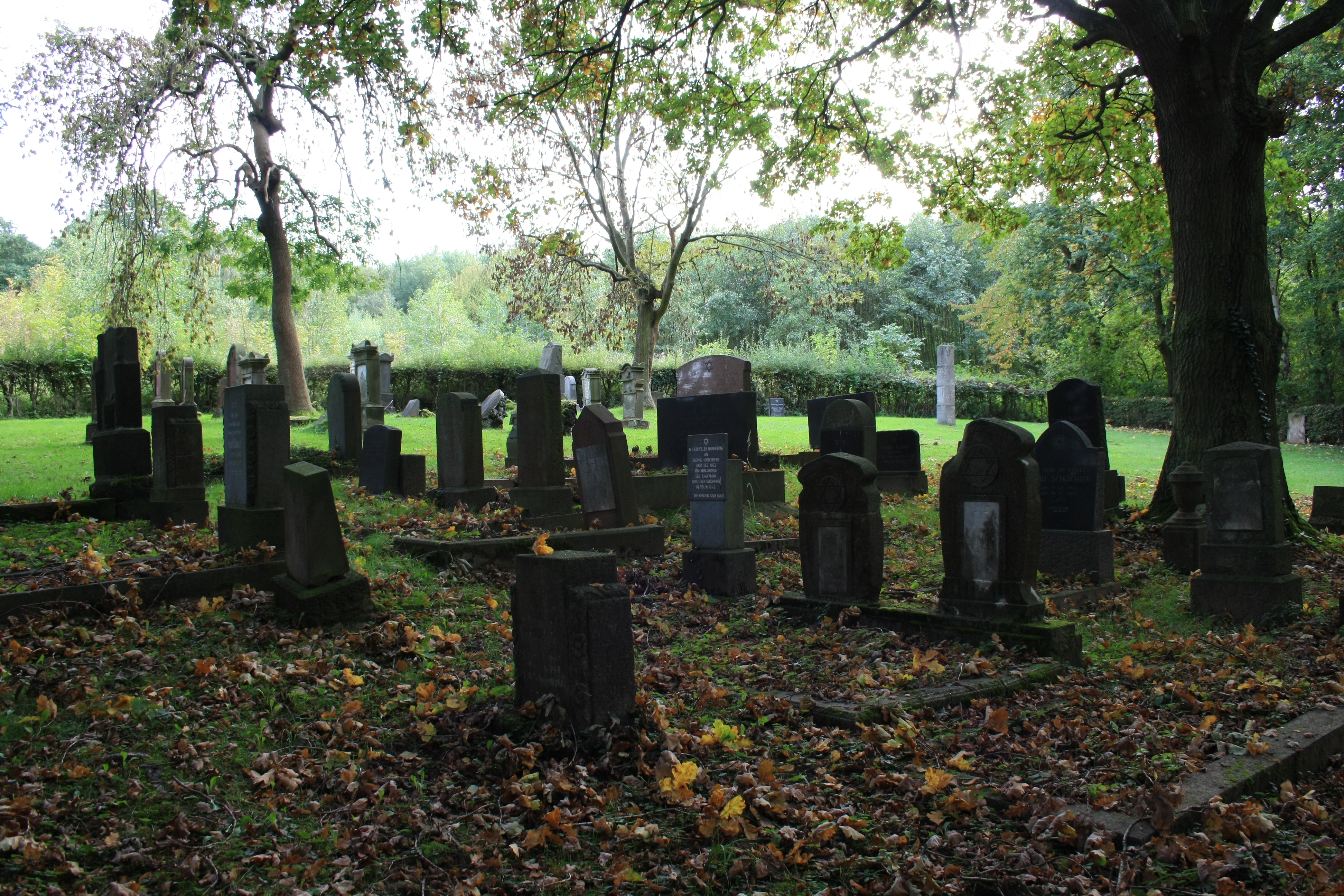
Friedhof Drove

- Drove
- Untermaubach

## Langerwehe
- Langerwehe

## Linnich
- Boslar
- Linnich
- Tetz

## Merzenich
- Merzenich

## Nideggen
- Brück
- Embken

## Titz

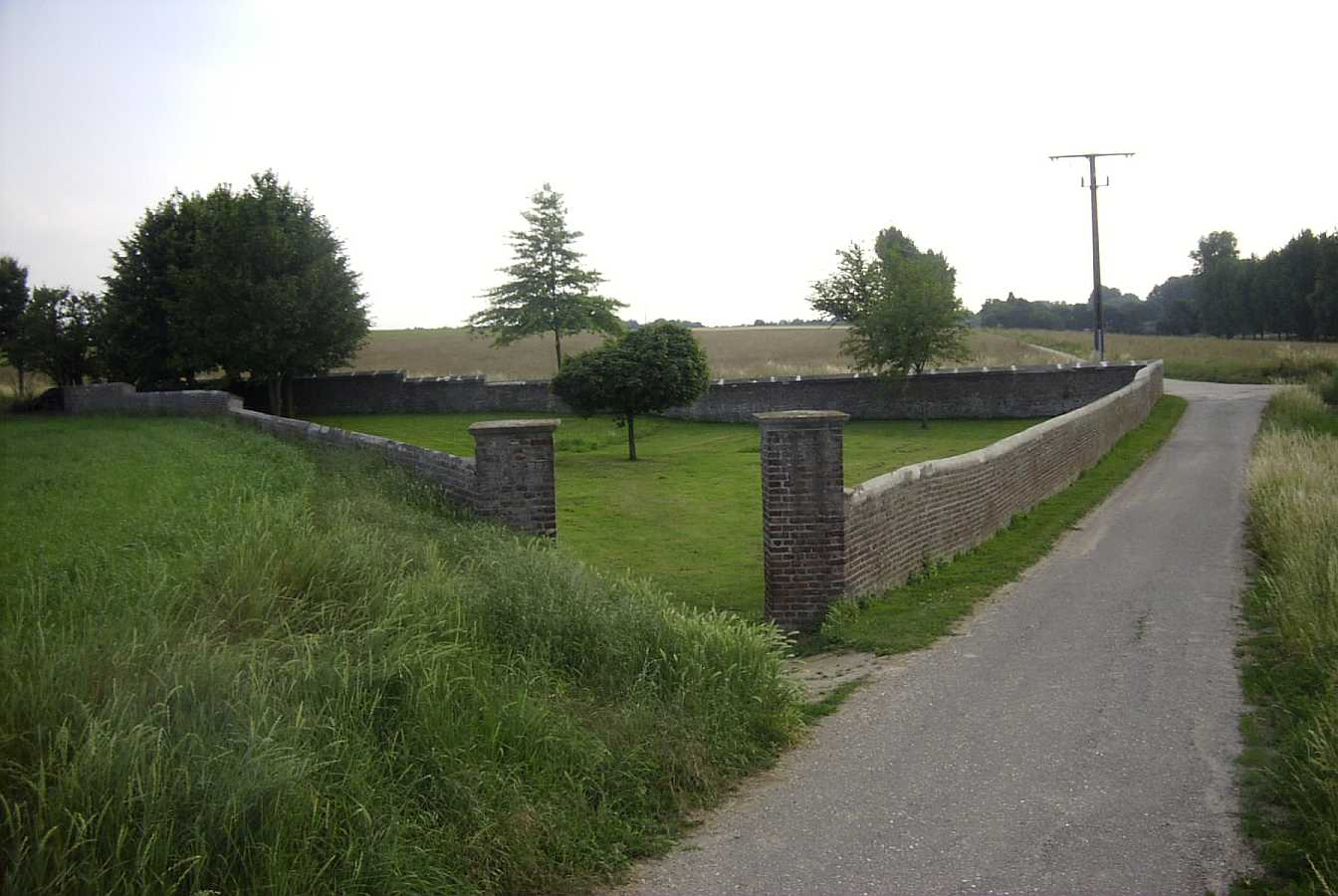
Friedhof Müntz

- Müntz
- Rödingen

## Vettweiß
- Gladbach
- Kelz
- Kettenheim
- Lüxheim

## In folgenden Kommunen hat es nie jüdische Friedhöfe gegeben
- Heimbach
- Niederzier
- Nörvenich